# Appana rosacea
Appana rosacea là một loài bướm đêm trong họ Noctuidae.